# Oudeland van Diependorst
Het Oudeland van Diependorst of Oudeland van Diepenhorst is de oudste polder van Goeree-Overflakkee. De polder was gelegen op het toenmalige eiland Westvoorn, dat voor de indijking van deze polder enkel uit een strandwal met aanslibbingen bestond. Wanneer deze polder is ingedijkt, is verborgen in de nevels van de tijd. Omdat de polder in 1173 overstroomd is moet hij er toen al zijn geweest. De polder ligt grotendeels ten zuidoosten van het huidige Ouddorp. Dit dorp lag op een natuurlijke verhoging in het landschap en bestond reeds. De polder sloot aan op de reeds bestaande West- en Middelduinen.
Het Oudeland van Diependorst was een van de vier polders waaruit de voormalige gemeente Ouddorp bestond. Het wapen van deze polder is ook opgenomen in het dorpswapen en prijkt heden ten dage nog op het Raadhuis van Ouddorp. De omschrijving van het wapen van het Oudeland is als volgt: het eerste van zilver, beladen met een poort van keel, waaruit is rijdende een ruiter van lazuur, gezeten op een paard van sabel; 
Vanaf 1972 tot 1990 is in de polder de woonwijk Ouddorp-Oost aangelegd. Deze wijk wordt ook wel Diependorst genoemd, naar de hoofdstraat die door de wijk loopt.